# 东海道 (路名)

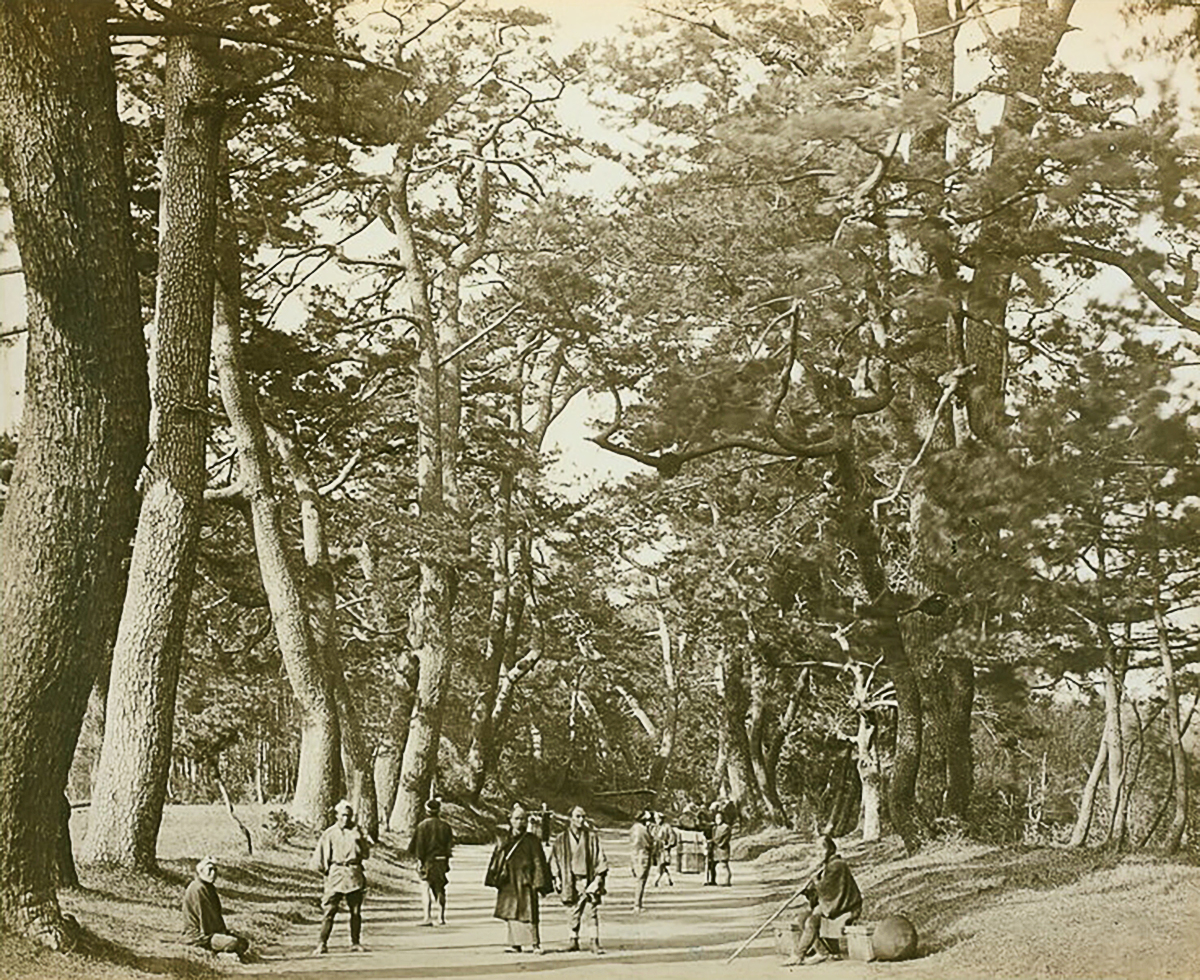
东海道，费利斯比特摄于1865年。

东海道（東海道）是江户时代最重要的五条道路之一，连接了日本的江户（今日的东京）至京都。与更加内陆中山道相比，东海道更为拥塞，并且更加靠近东海岸。东海道也由此得名。

## 东海道之旅

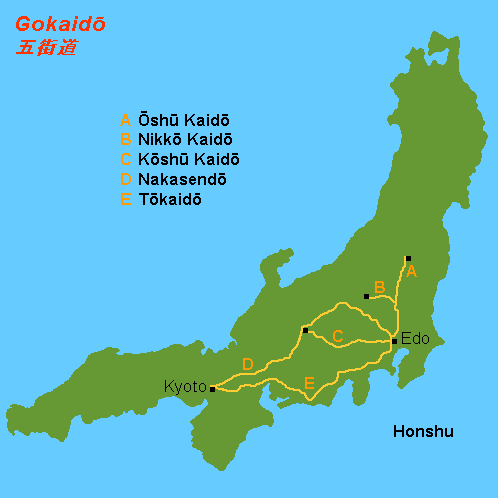
江户时代五条主道

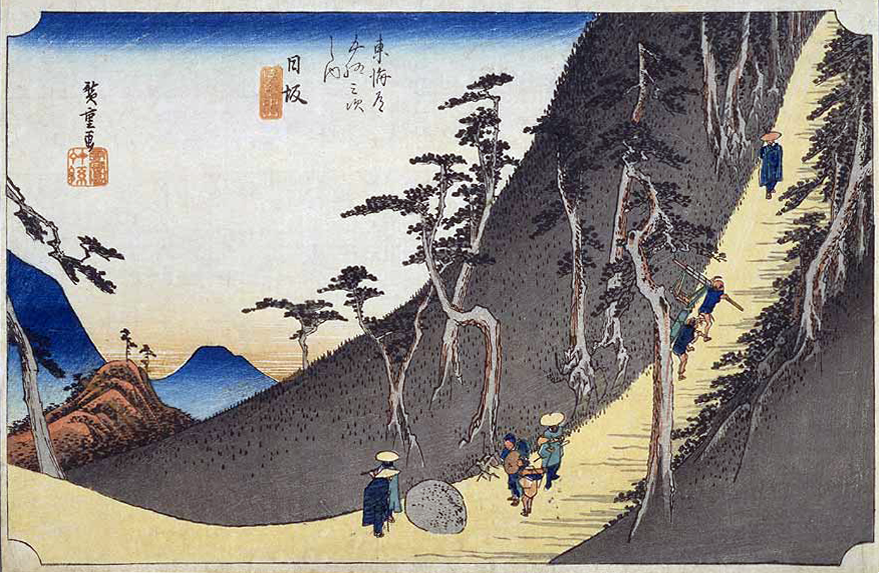
日坂宿, 东海道的第二十五站，浮世绘大师歌川广重绘制。此版出自《东海道五十三站》的第一版印本。

该道在传统上是步行穿过的，在该道上一般有轮货车并不多见，重型货物一般由船舶运输。然而，富裕的上层阶级一般乘“驾龙”（一种人力运输工具，类似中国的黄包车、轿子等。） 旅行。女性被禁止单独出行，必须由男性陪同。
一路上有许多政府设置的宿场（类似中国古代的驿站）。这些宿场供过路人住宿，这些宿场配有马厩、寄存室、住宿房、食物供应。起初的东海道总共有53个类似的宿场。数字53代表了佛教中善财童子曾经得到了53个佛教神僧的教诲。 在整条大道上，有一些地方设置了关卡，只有具备旅行许可（类似护照）的旅客方可通过。

## 文学、艺术中的东海道
东海道在文学和艺术中一直是一个非常大众的话题。十返舍一九的著作《东海道中膝栗毛》是一部描述东海道旅途的典型著作。 
艺术家歌川广重的作品“東海道五十三次”为每个宿场绘制了一幅作品。 20世纪80年代初期，受歌川广重的启发，美国画家比尔扎查前往东海道采风，沿途绘制了55幅关于古道的绢网印花。